# 農牧神之家

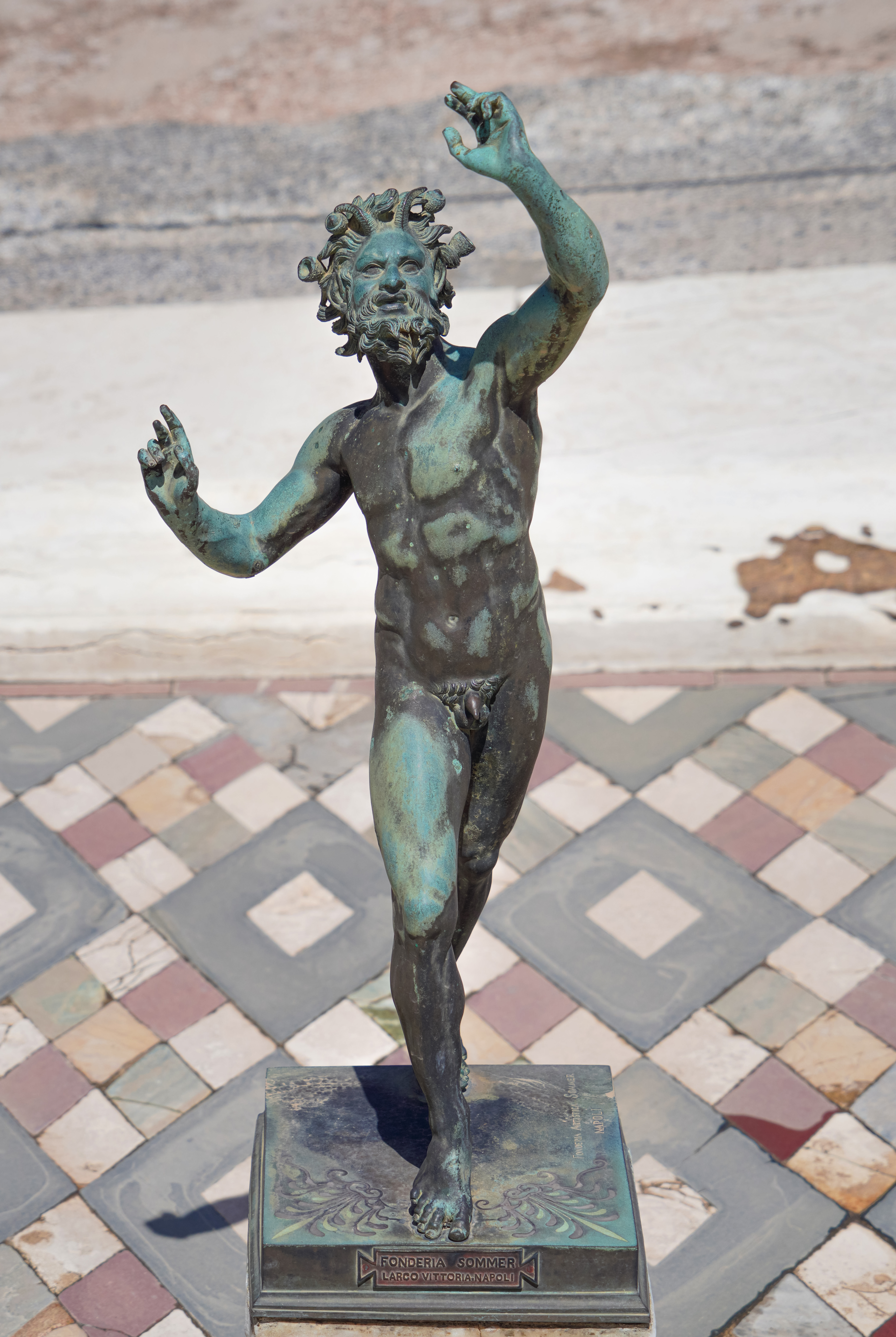
农牧神雕像复制品

農牧神之家（義大利語：Casa del Fauno）是意大利庞贝城中一处私人住宅的名称，因为在这座住宅内发现了农牧神的雕像而得名。它始建于公元前2世纪，据推测房屋的主人相当富有，这座房子占地面积接近3000平方米。屋内保存有各类珍贵的艺术品，比如亚历山大马赛克。

## 建築
農牧神之家佔地近3000平方公尺，佔據了一整個城市街區（insula）。這棟房子建立在兩座宏偉的柱廊式花園（peristyle）之上，一座是愛奧尼柱式，另一座是多立克柱式，另外還有兩個中庭「托斯卡納式中庭」和「列柱中庭」。房屋裝飾的重點「亞歷山大馬賽克」被放置在第一和第二個柱廊之間的中央視覺軸線上的開敞式座談間（exedra）。圍牆地板上的馬賽克繪出了尼羅河的動植物群。這些走道上方的壁畫是現存最大的第一龐貝風格的虛構大理石鑲板的例子。
與許多古羅馬房屋一樣，農牧神之家擁有店面商鋪（tabernae），以及一個高度複雜的建築物平面，其中詳細說明了許多房間。入口處裝飾著拉丁文資訊「HAVE」，是對於會面及離別的招呼。
與其它羅馬共和國富裕貴族一樣，農牧神之家的主人在房子裡裝了一個私人浴池系統（balneum）。浴池位於入口右側的廂房，與廚房一起由一個大爐子加熱。 僕人的住處黑暗而狹窄，家具也不多。這座房子有美麗的柱廊式花園，其中第二個花園被打造為舞台，用於舉辦朗誦、默劇和啞劇。此外，房子裡還有一個入口通道、幾間臥室（cubicula）、夏季和冬季的餐廳（triclinia）、一間接待室（ecus）和一間辦公室（tablinum）。

## 圖庫

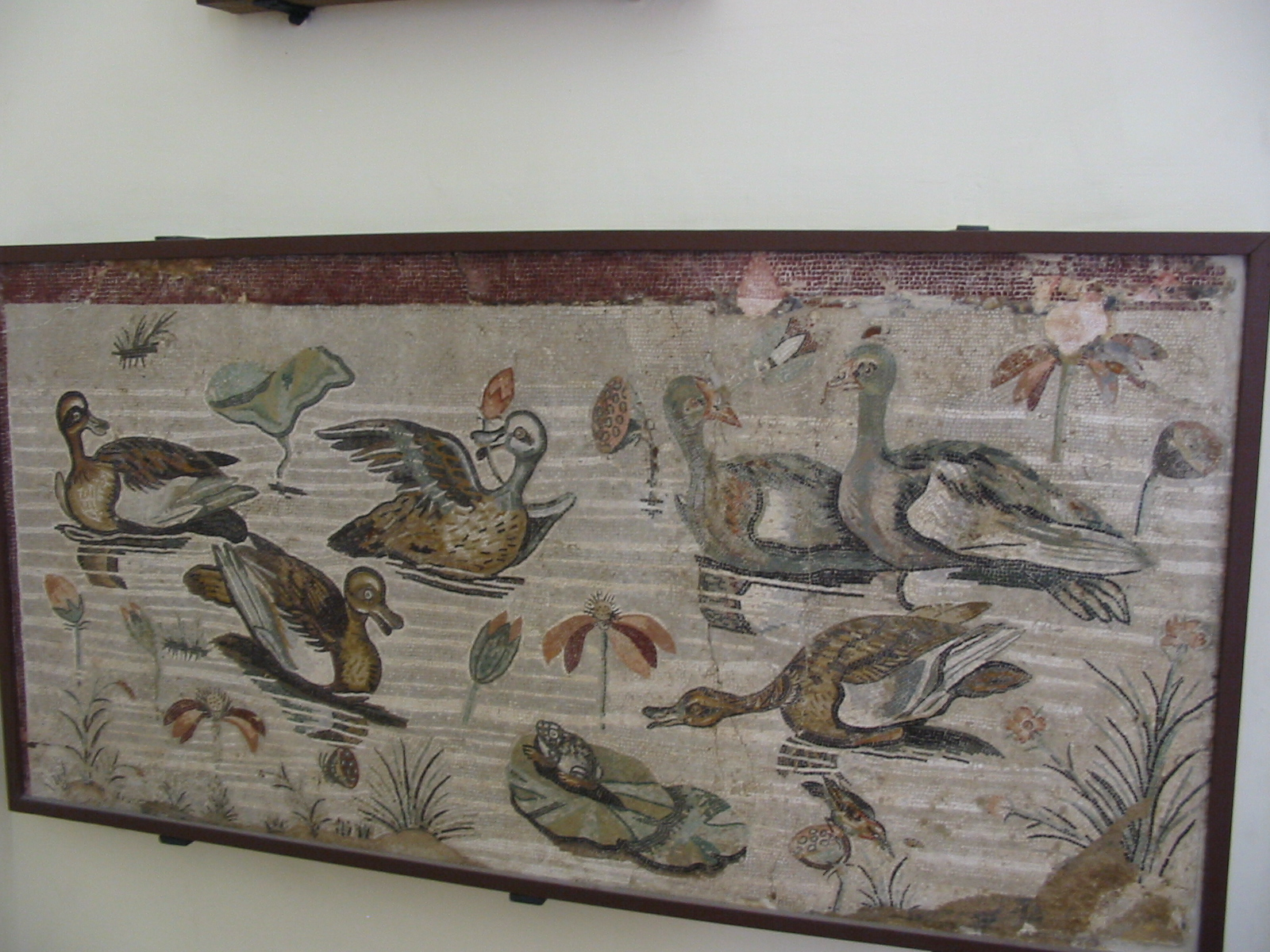
尼羅河場景的馬賽克
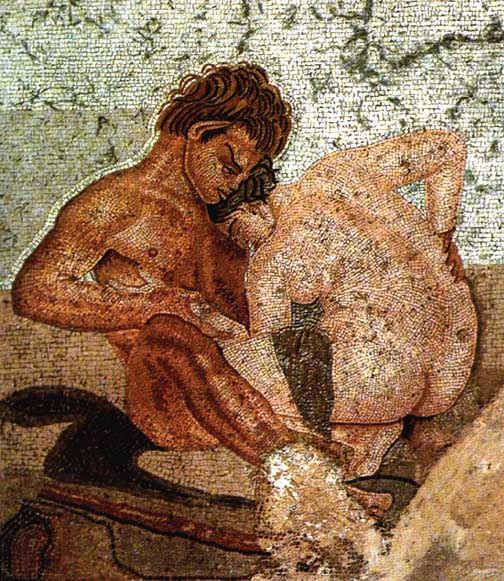
薩堤爾和寧芙的色情壁畫
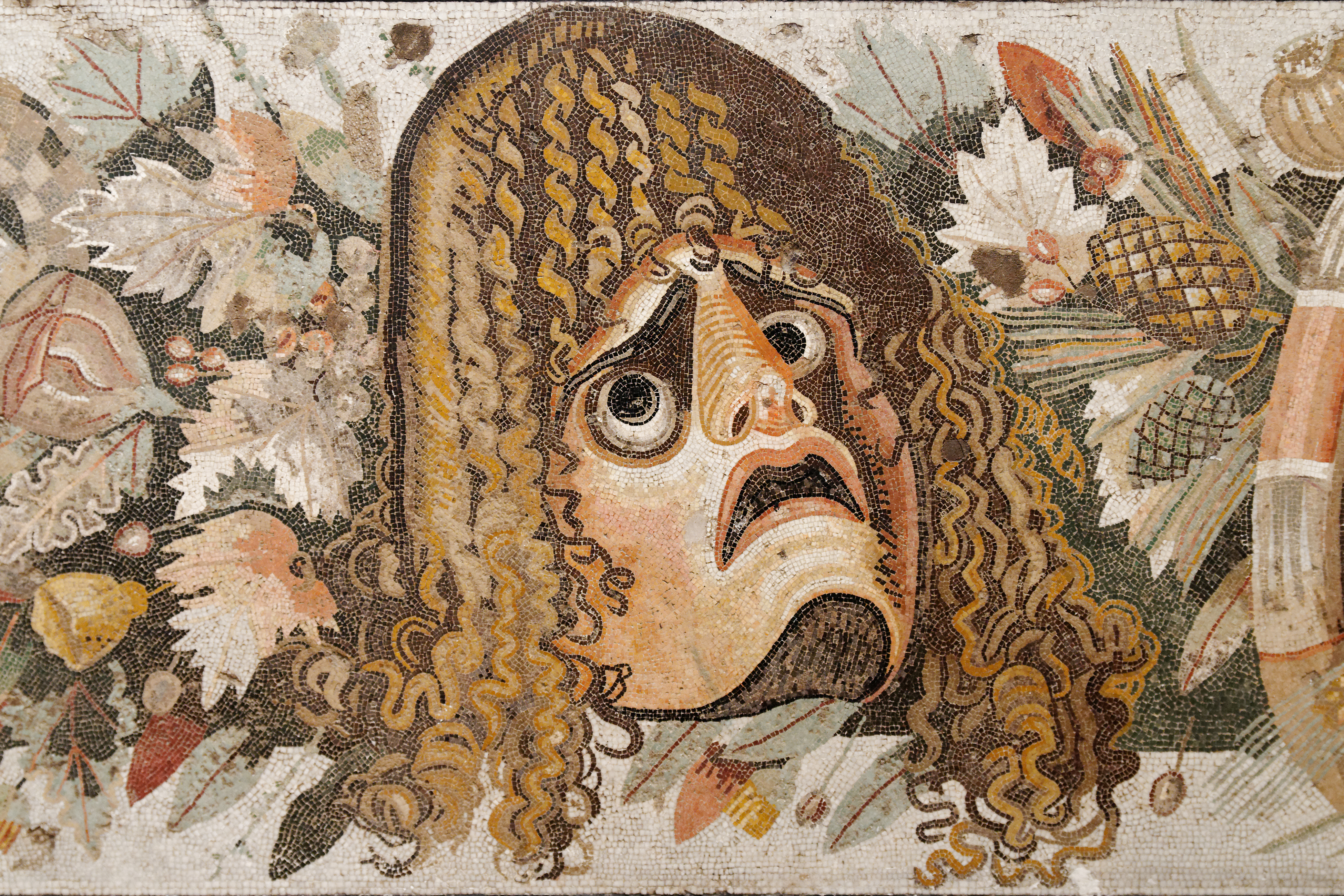
水果和面具的馬賽克（細節）
建築物平面
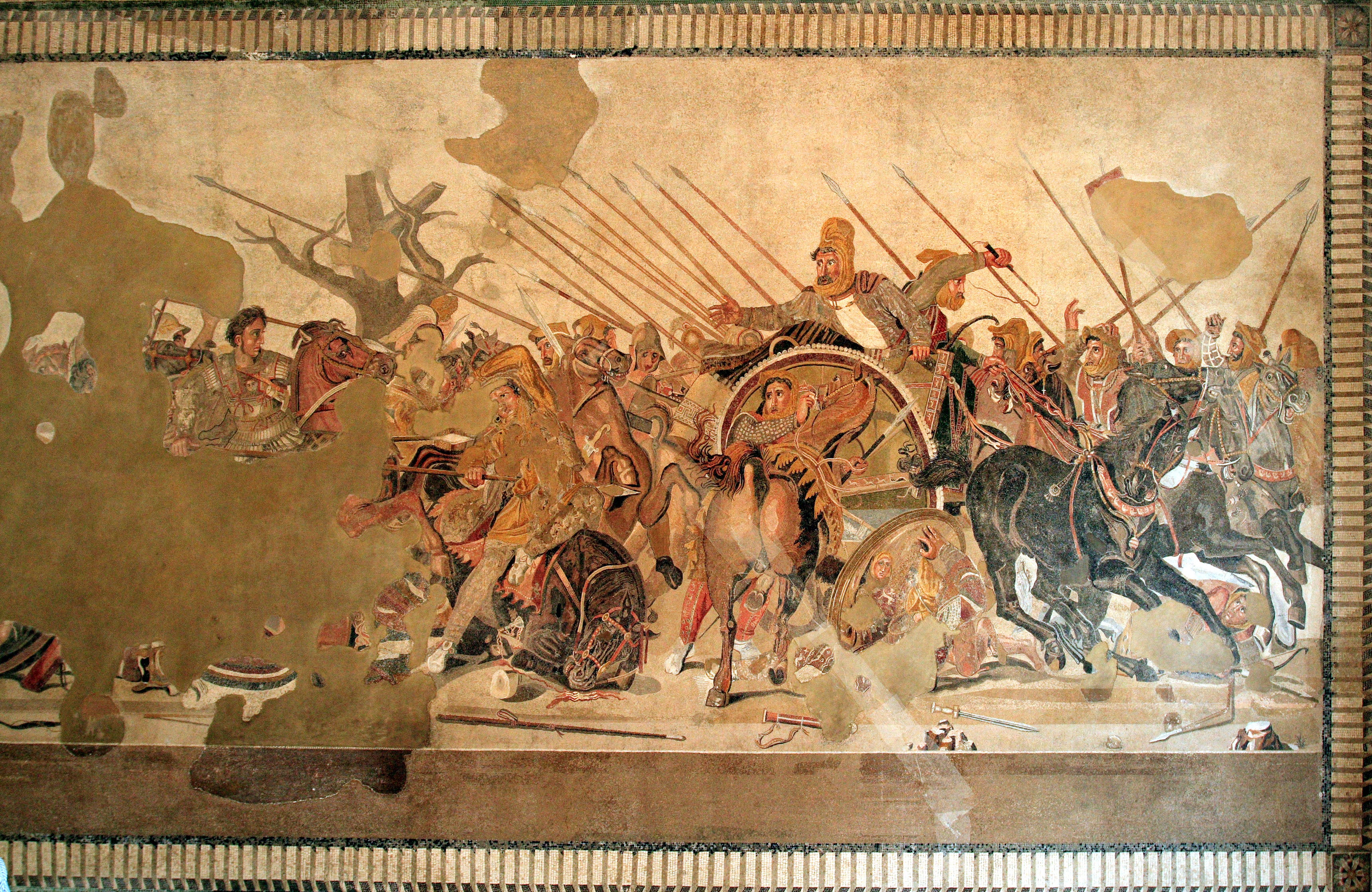
亞歷山大馬賽克